# Cymothoa gibbosa
Cymothoa gibbosa är en kräftdjursart som beskrevs av Paul Gourret 1892. Cymothoa gibbosa ingår i släktet Cymothoa och familjen Cymothoidae. Inga underarter finns listade i Catalogue of Life.